# Hadena rungsi
Hadena rungsi là một loài bướm đêm trong họ Noctuidae.